# Fever (aplicación)
Fever es una plataforma de descubrimiento de entretenimiento en vivo. Disponible para iOS, Android y versión web; su objetivo es democratizar el acceso a la cultura y al entretenimiento.
Nacida en 2012 en Nueva York, dispone en la actualidad de oficinas y sede en Madrid, Londres y Nueva York. Su razón social, Kzemos tecnologies, fue constituida en Barcelona en el año 2012 a nombre del fundador de Fever, Pep Gómez.
A fecha de 29 de septiembre de 2015, la aplicación suma entre 1 y 5 millones de instalaciones.
La compañía –que está valorada por encima de los 1800 millones de dólares–  cuenta con inversores como Goldman Sachs; uno de los mayores fondos europeos de capital privado, Eurazeo; y otros inversores estadounidenses, líderes en el sector de la tecnología de consumo y del entretenimiento entre los que se encuentran, por ejemplo, Convivialité Ventures, Goodwater Capital —uno de los principales fondos de tecnología de consumo de Silicon Valley e inversor de marcas como Spotify o TikTok—, Alignment Growth, Vitruvian Partners o Smash Capital —un venture capital dirigido por exdirectivos de Disney y que invierte en marcas como Epic Games, creadores de Fortnite.

## Plataformas

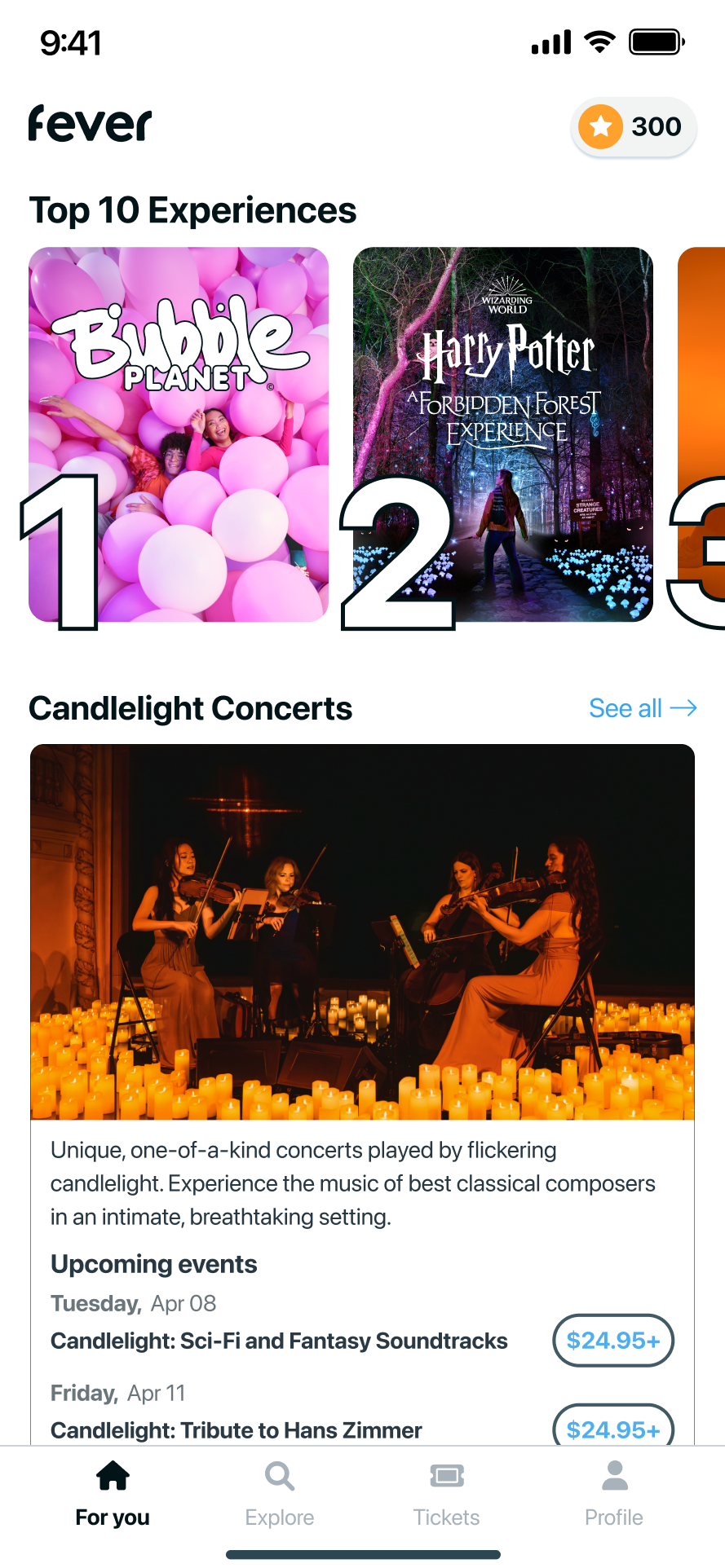
Imagen de la página principal en la versión iOS de la aplicación móvil de Fever

Fever ofrece un marketplace web responsivo diseñado para la accesibilidad en cualquier dispositivo. Además, ofrece versiones de aplicaciones específicas para sistemas Android e iOS, lo que garantiza el acceso de los usuarios a través de todas las plataformas.
La plataforma de Fever utiliza tecnología propia para analizar los datos y ayudar a los creadores de espectáculos y eventos a alcanzar nuevas audiencias y ayudar a escalar sus experiencias.

### Funcionalidades
A través de los diferentes dispositivos, los usuarios pueden seleccionar un catálogo de eventos y experiencias divididos en categorías donde destacan Turismo, Cultura, Cines, Eventos Deportivos, Experiencias Inmersivas, Conciertos Candlelight, Eventos Musicales, entre otras.
Cada experiencia ofrece a los usuarios información sobre la disponibilidad de funciones, información sobre el lugar de celebración e indicaciones sobre cómo llegar en función de su ubicación.

## Disponibilidad Geográfica
Fever, se ha expandido a escala global, estando disponible en más de 200 ciudades alrededor del mundo. Además, la aplicación está disponible en 10 idiomas diferentes, incluyendo inglés, español, portugués, alemán, neerlandés, italiano, francés, coreano, japonés y árabe. Esta diversidad lingüística asegura que los usuarios de diversas regiones puedan acceder a una experiencia adaptada a su idioma nativo.